# Grand Prix automobile du Mexique 1967
GP précédent GP suivant
Le Grand Prix du Mexique 1967 (VI° Gran Premio de Mexico), disputé sur le circuit de Mexico le 22 octobre 1967, est la cent-soixante-et-unième épreuve du championnat du monde de Formule 1 courue depuis 1950 et la onzième et dernière manche du championnat 1967.

## Contexte avant la course

### Le championnat du monde
Depuis la saison précédente, la Formule 1 a adopté la réglementation trois litres pour les monoplaces à moteur atmosphérique, avec également possibilité d'utilisation de moteurs suralimentés, un coefficient deux étant alors appliqué pour la cylindrée (soit un maximum de 1 500 cm3 en cas d'utilisation d'un compresseur volumétrique ou d'un turbocompresseur). La réglementation s'appuie sur les points suivants :
- pas de cylindrée minimale
- cylindrée maximale : 3 000 cm3 si moteur atmosphérique ou 1 500 cm3 si moteur suralimenté
- poids minimal : 500 kg (à sec)
- roues non carénées
- double circuit de freinage obligatoire
- arceau de sécurité obligatoire (le haut du cerceau devant dépasser le casque du pilote)
- démarreur de bord obligatoire
- carburant commercial obligatoire
- ravitaillement en huile interdit durant la course
- distance minimale d'un Grand Prix : 300 km
- distance maximale d'un Grand Prix : 400 km
- distance minimale pour être classé : 90% de la distance parcourue par le vainqueur

Supérieures à leurs rivales en performance pure, les Lotus 49 à moteur V8 Ford-Cosworth n'ont cependant pas permis à l'équipe de Colin Chapman de s'imposer au championnat, la fiabilité de ces monoplaces révolutionnaires laissant encore à désirer. Champion du monde 1966, le pilote-constructeur Jack Brabham conserve une petite chance de conserver sa couronne face à son coéquipier Denny Hulme à qui une place d'honneur au Mexique suffirait pour s'assurer le titre. Bien que comptant trois victoires cette saison (contre deux chacun pour Brabham et Hulme), Jim Clark et sa Lotus avaient déjà perdu leurs dernières chances de titre à l'issue du Grand Prix d'Italie.

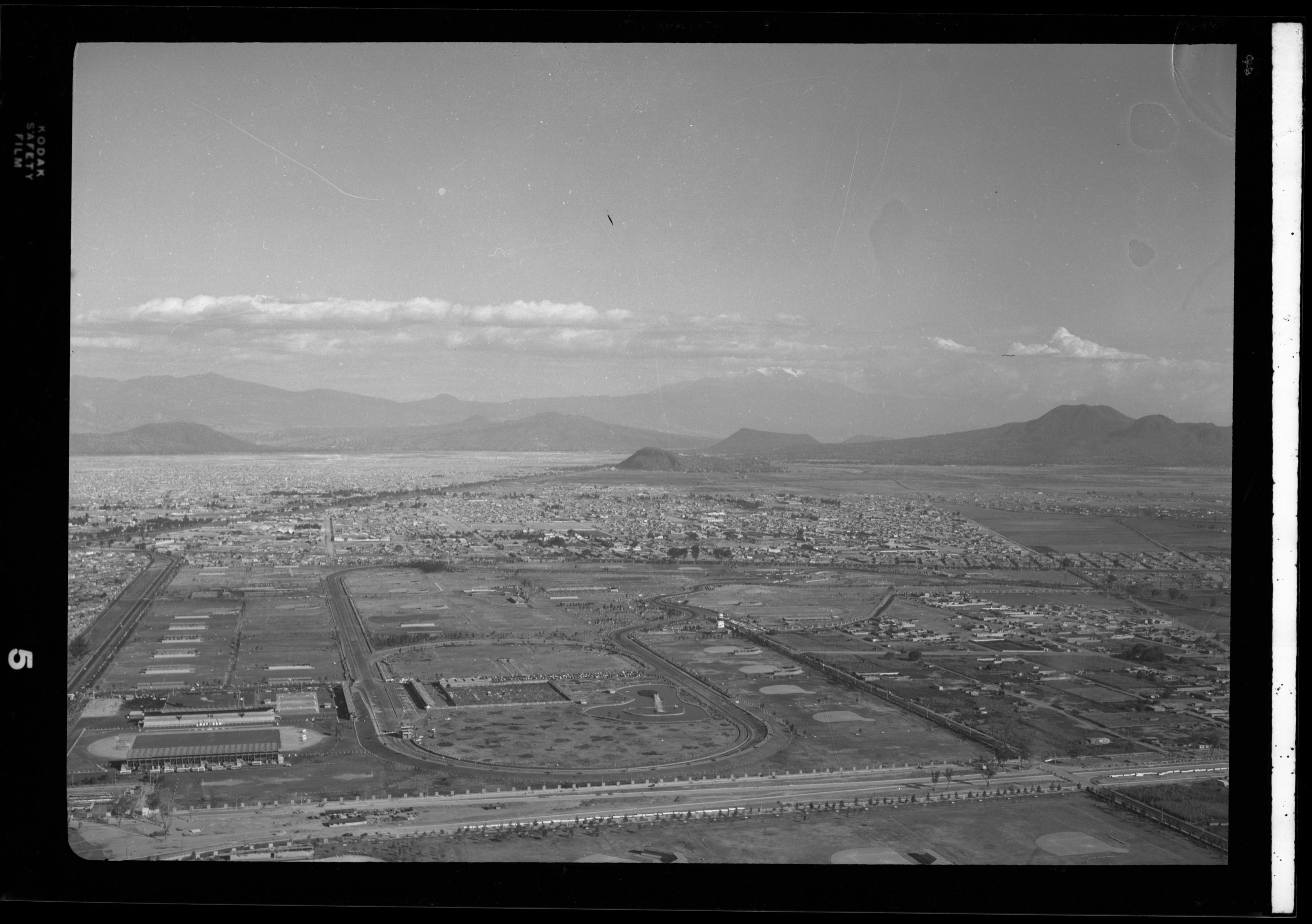
Le circuit Magdalena Mixhuca est tracé dans la banlieue sud-est de Mexico.

### Chances des prétendants au titre
- Brabham est champion du monde 1967 s'il gagne et que Hulme ne se classe pas mieux que cinquième.
- Hulme est champion du monde 1967 s'il se classe au moins quatrième, quel que soit le classement de Brabham ; si Brabham ne gagne pas la course, le titre revient à Hulme quel que soit son résultat.

### Le circuit
Inauguré en 1959, le circuit Magdalena Mixhuca est un circuit permanent des plus modernes, disposant d'une impressionnante capacité d'accueil des concurrents et des spectateurs. Situé dans la banlieue sud-est de Mexico, il est constitué d'une partie routière et d'un anneau de vitesse. Il est depuis 1962 le théâtre du Grand Prix du Mexique, disputé sur un tracé de cinq kilomètres combinant le circuit routier et une partie de l'ovale. Son altitude élevée (2 285 mètres) nécessite des réglages de moteur spécifiques, la perte de puissance par rapport aux circuits habituels étant de l'ordre de vingt pour cent. Depuis 1966, le record officiel de la piste est détenu par Richie Ginther, qui sur sa Honda avait accompli un tour à 158,2 km/h de moyenne lors du Grand Prix.

## Monoplaces en lice
Note : les puissances des moteur, basées sur les mesures des bancs d'essais, sont données à titre indicatif : en raison de l'altitude élevée, les puissances disponibles sur le circuit de Mexico sont inférieures à celles indiquées.
- Brabham BT24 "Usine"

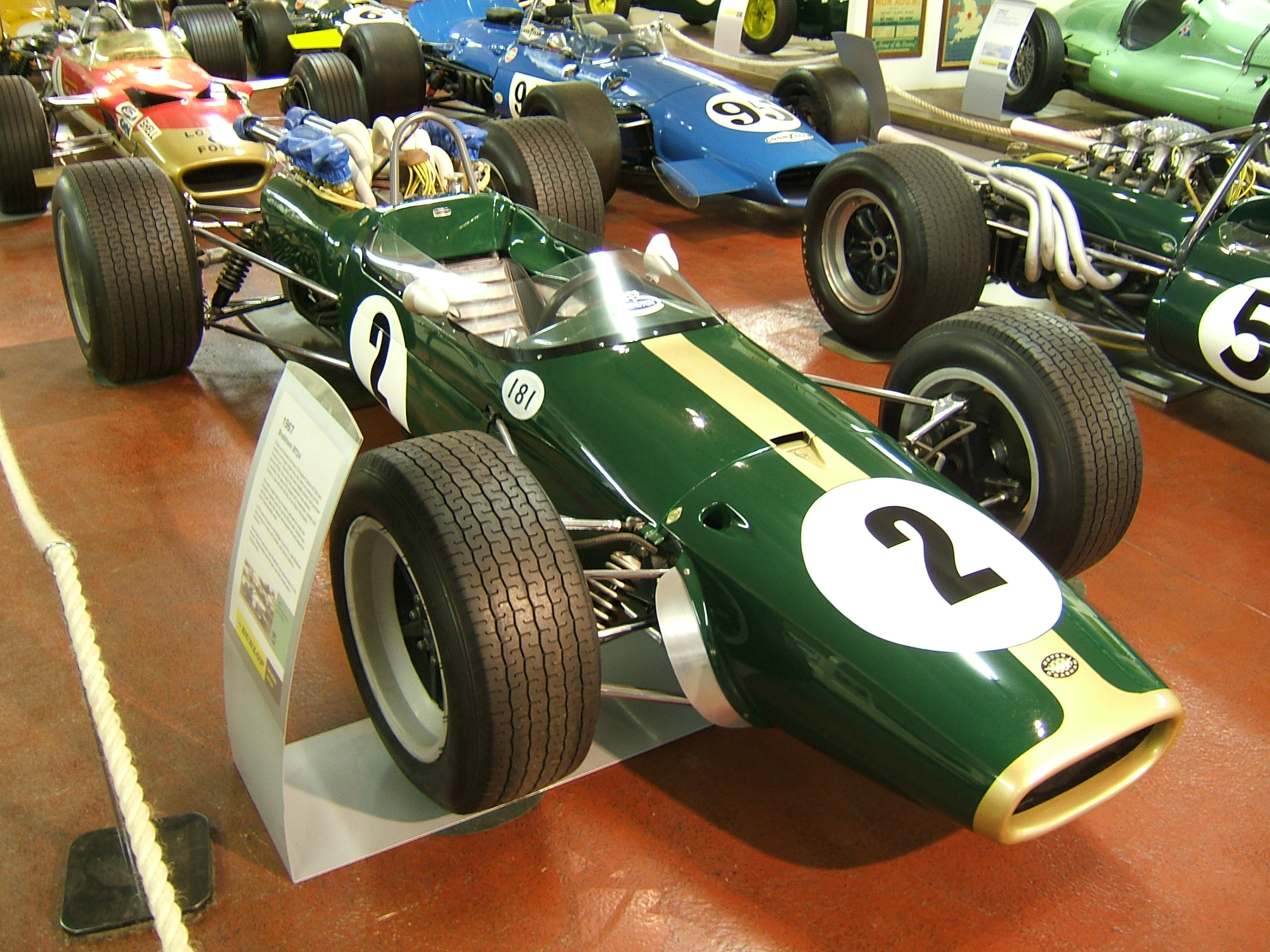
La Brabham BT24 de Denny Hulme.

Les deux BT24 de Jack Brabham et Denny Hulme sont inchangées depuis Watkins Glen. Ces monoplaces à châssis multitubulaire, dérivées de la BT23 de Formule 2, sont dotées d'un moteur V8 Repco à simples arbres à cames en tête, d'origine Oldsmobile. L'alimentation est assurée par un système d'injection mécanique Lucas, la puissance maximale étant de 330 chevaux à 8000 tr/min. La transmission est assurée par une boîte de vitesses Hewland DG300 à cinq rapports. Les BT24 pèsent 510 kg à vide et sont chaussées de pneus Goodyear.
- Brabham BT20 privée

Le pilote privé Guy Ligier est présent avec la BT20 utilisée en début de saison par Denny Hulme, qu'il a rachetée en juillet dernier. Après la casse de son V8 à Watkins Glen, Ligier a dû monter son moteur de réserve,  une des premières versions du V8 Repco, développant 285 chevaux. Pesant 570 kg, sa BT20 est dotée de pneus Firestone.
- Ferrari 312 "Usine"

Pour la première fois depuis le Grand Prix de Belgique, la Scuderia Ferrari n'a pas limité sa participation à une seule voiture, Chris Amon étant épaulé par le Britannique Jonathan Williams, qui a cette saison défendu les couleurs de l'écurie italienne en endurance et en CanAm. Amon dispose de la version allégée (510 kg à vide) de la 312/67, monoplace à structure monocoque dotée d'un moteur V12 48 soupapes alimenté par injection indirecte Lucas, développant 405 chevaux à 10200 tr/min. Pesant 550 kg, la voiture de Williams est dotée du V12 en version 36 soupapes, d'une puissance de 390 chevaux. Les Ferrari sont équipées de pneus Firestone.
- Cooper T81B "Usine"

Un différend opposant Jochen Rindt au directeur sportif Roy Salvadori au sujet de la prime de départ a précipité la rupture entre l'équipe britannique et le pilote autrichien, absent au Mexique. Après les nombreuses casses de moteurs subies lors du précédent Grand Prix, seule la T81B a été amenée par le constructeur de Surbiton. Elle est confiée à Pedro Rodríguez, qui effectue son retour après quelques mois d'inactivité à la suite de son accident d'circuit d'Enna-Pergusa. Le pilote mexicain a encore des difficultés pour marcher et s'appuie sur une canne mais assure à son entourage qu'il est de nouveau en mesure de piloter. Il bénéficie pour cette course d'un moteur neuf, un V12 Maserati à quatre arbres à cames en tête, 36 soupapes et double allumage, donné pour 380 chevaux à 10000 tr/min. La transmission est assurée par une boîte cinq vitesses Hewland. Le poids à vide de cette monoplace à structure monocoque est de l'ordre de 580 kg. Elle est chaussée de pneus Firestone.
- Cooper T81 privées

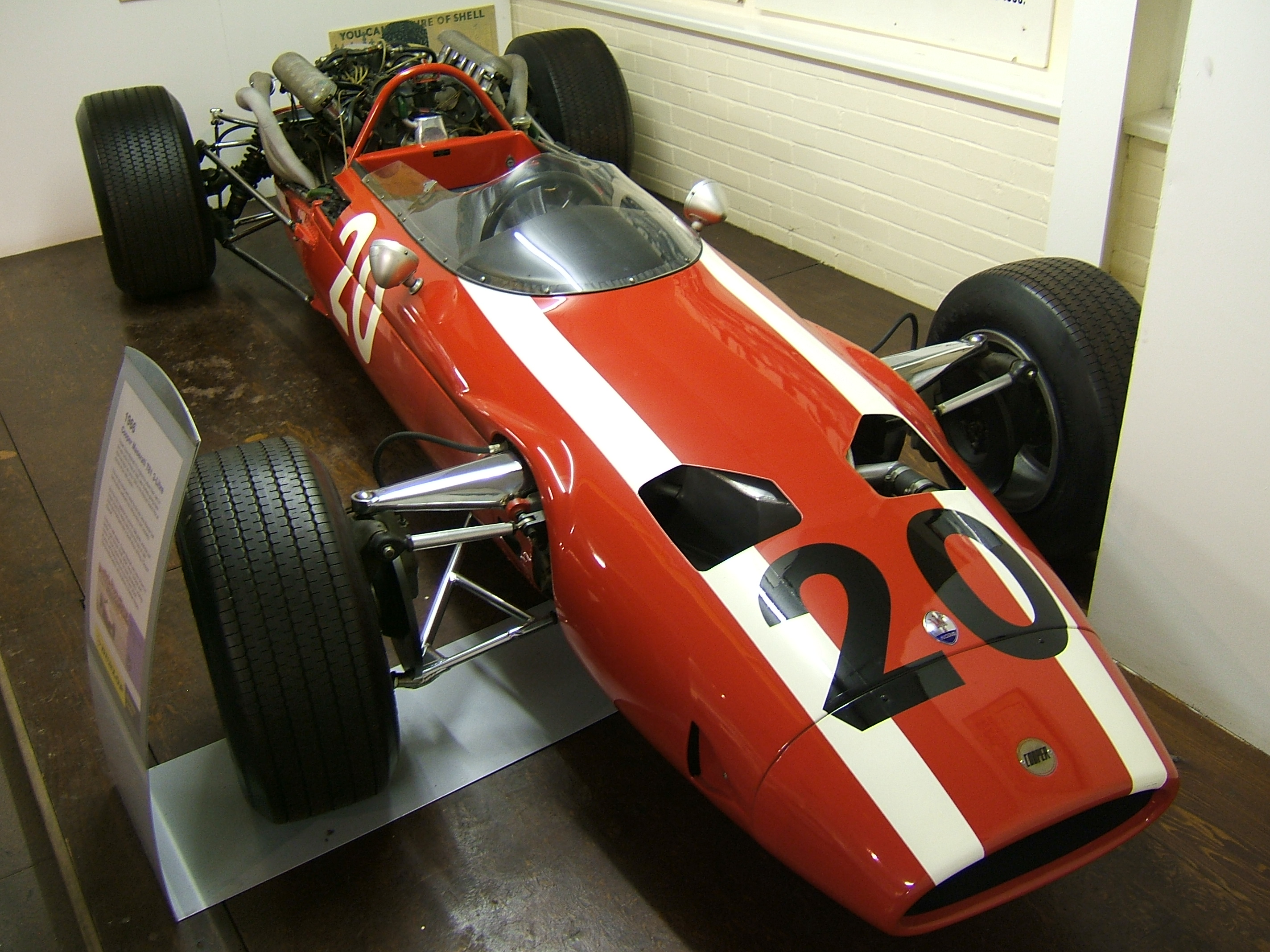
La Cooper T81 de Joakim Bonnier.

Rob Walker aligne son habituelle T81 de 1966 pour Joseph Siffert. Pesant 605 kg à vide, elle est motorisée par une version 24 soupapes et double allumage du V12 Maserati, d'une puissance de 360 chevaux à 9000 tr/min. Le pilote privé Joakim Bonnier pilote une voiture identique, mais ne bénéficie pas du double allumage et se contente de 330 chevaux. Ces deux voitures utilisent des pneus Firestone.
- BRM P83 & P115 "Usine"

Pour cette dernière course du championnat, le constructeur de Bourne avait prévu d'engager sa nouvelle monoplace à moteur V12, mais les essais menés à Goodwood ont révélé un manque de mise au point et les débuts de la P126 ont été ajournés. En conséquence, les voitures engagées au Mexique sont celles déjà vues à Watkins Glen, la P115 étant une nouvelle fois confiée à Jackie Stewart, Mike Spence disposant d'une P83 de 1966. Les deux modèles, à structure monocoque, utilisent la même mécanique (moteur seize cylindres en H développant 400 chevaux à 10000 tr/min, boîte six vitesses) mais la P115 bénéficie d'une coque affinée et allégée ; elle pèse 665 kg à vide, contre 700 pour la P83. Les BRM utilisent des pneus Goodyear.
- BRM P83 privée

Le Reg Parnell Racing aligne une P83, en tout point identique à celle de Spence et également chaussé de pneus Goodyear, pour Chris Irwin.
- Lotus 49 "Usine"

Au sein du Team Lotus, on retrouve la même formation qu'à Watkins Glen, Moisés Solana épaulant une nouvelle fois Jim Clark et Graham Hill. Ils disposent chacun d'un modèle 49 dont les suspensions arrière ont été renforcées depuis la dernière course. Ces voitures se caractérisent par leur châssis monocoque réduit à la partie avant et au cockpit, le moteur V8 Ford (développé par Cosworth), directement boulonné à l'arrière de la coque, supportant le train arrière. Doté de deux doubles arbres à cames en tête et d'une distribution à 4 soupapes par cylindre, ce V8 ne pèse que 168 kg, embrayage et accessoires inclus. Il est alimenté par injection indirecte Lucas et développe 400 chevaux à 9000 tr/min. Les Lotus 49 sont les plus légères des F1 modernes, leurs poids à vide approchant le seuil minimal de 500 kg. Elles sont chaussées de pneus Firestone.
- Lotus 33 privée

Déjà présent au dernier Grand Prix du Canada, le pilote américain Mike Fisher engage son ancienne Lotus 33 à moteur V8 BRM (1998 cm3, 260 chevaux). Lestée pour atteindre le poids minimal de 500 kg, elle est chaussée de pneus Firestone.
- Eagle T1G "Usine"

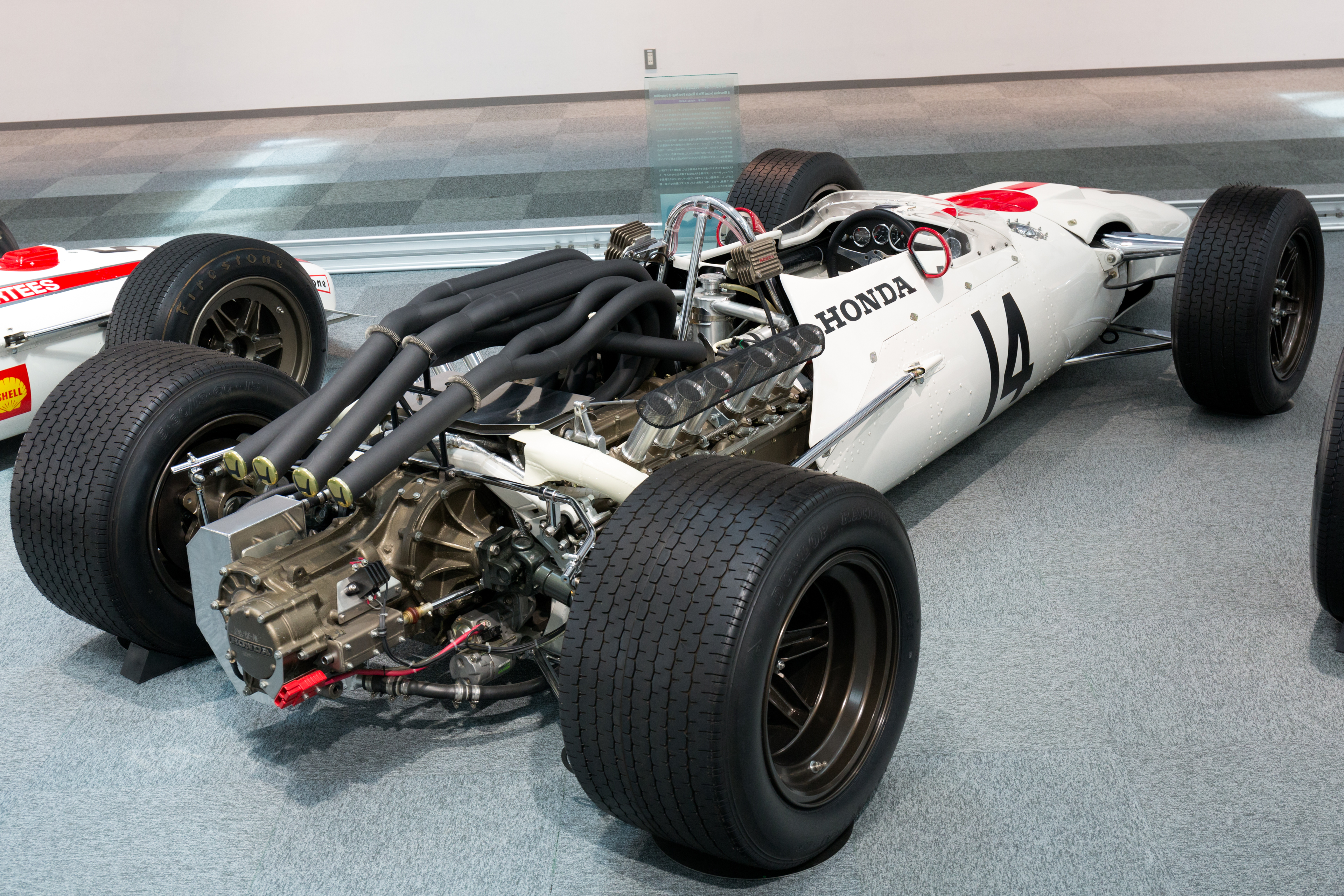
La Honda RA300 a été conçue en partenariat avec Lola.

Dan Gurney dispose de la version allégée de l'Eagle T1G, avec coque à base de titane et magnésium. Afin de pallier la fragilité de la suspension arrière, les tirants ont  été modifiés. Elle est équipée d'un V12 Weslake à double arbre à cames en tête et 48 soupapes développant 410 chevaux à 10000 tr/min. Le moteur monté sur sa voiture ainsi que les deux de rechange ont bénéficié d'une révision complète. Gurney utilise des pneus Goodyear. Soutenu par Castrol, le Canadien Al Pease avait envisagé sa participation sur une T1F à moteur quatre cylindres Climax FPF de 2,7 litres (260 chevaux) mais a finalement renoncé.
- Honda RA300 "Usine"

John Surtees s'est fortement impliqué dans le développement de la Honda RA300, dont le châssis a été conçu et réalisé en collaboration avec l'usine Lola de Slough. Monoplace à structure monocoque, la RA300 a des éléments communs avec la Lola T90 victorieuse avec Graham Hill aux 500 miles d'Indianapolis 1966. Le moteur Honda est fixé sur un cadre tubulaire boulonné à l'arrière du cockpit. Doté de deux doubles arbres à cames en tête actionnant 48 soupapes, ce V12 délivre 400 chevaux à 10500 tr/min. Bien que la partie châssis soit optimisée, la voiture atteint 600 kg sur la balance à cause du poids relativement élevé de son moteur. L'équipe japonaise utilise des pneus Firestone.
- McLaren M5A "Usine"

Le pilote-constructeur Bruce McLaren est pour l'heure le seul à bénéficier du nouveau V12 BRM, alimenté par injection indirecte Lucas et doté d'une distribution à quatre arbres à cames en tête, développant 380 chevaux à 9500 tr/min. Il est monté sur sa petite M5A, monoplace à structure monocoque dérivée de la M4A de Formule 2. Elle est équipée d'une boîte «cinq» Hewland et pèse 535 kg à vide. McLaren a opté pour des pneus Goodyear.
- Matra MS7 "Usine"

Choisi par Matra Sports pour conduire la future F1 à moteur V12 du constructeur français, Jean-Pierre Beltoise continue son apprentissage de la discipline au volant d'une MS7 de Formule 2 lestée pour parvenir au poids minimal de 500 kg. Son petit quatre cylindres Cosworth FVA de 1594 cm3 qui l'anime est alimenté par injection mécanique Lucas et développe 230 chevaux à 9500 tr/min. La Matra est chaussée de pneus Goodyear.

## Coureurs inscrits
| no | Pilote               | Écurie                      | Constructeur | Modèle         | N° châssis  | Moteur                                    | Pneumatiques |
| -- | -------------------- | --------------------------- | ------------ | -------------- | ----------- | ----------------------------------------- | ------------ |
| 1  | Jack Brabham         | Brabham Racing Organisation | Brabham      | Brabham BT24   | BT24/1      | Repco 740 V8                              | G            |
| 2  | Denny Hulme          | Brabham Racing Organisation | Brabham      | Brabham BT24   | BT24/2      | Repco 740 V8                              | G            |
| 3  | John Surtees         | Honda R&D Company           | Honda        | Honda RA300    | RA300/1     | Honda RA273E V12                          | F            |
| 4  | Jochen Rindt         | Cooper Car Company          | Cooper       | Cooper T81 B   | F1-1-67     | Maserati 10/F1 V12                        | F            |
| 5  | Jim Clark            | Team Lotus                  | Lotus        | Lotus 49       | 49 R2 49 R1 | Ford Cosworth DFV V8 Ford Cosworth DFV V8 | F            |
| 6  | Graham Hill          | Team Lotus                  | Lotus        | Lotus 49       | 49 R3       | Ford Cosworth DFV V8                      | F            |
| 7  | Jackie Stewart       | Owen Racing Organisation    | BRM          | BRM P115       | 1151        | BRM P75 H16                               | G            |
| 8  | Mike Spence          | Owen Racing Organisation    | BRM          | BRM P83        | 8302        | BRM P75 H16                               | G            |
| 9  | Chris Amon           | SpA Ferrari SEFAC           | Ferrari      | Ferrari 312/67 | 312/0007    | Ferrari 242 V12                           | F            |
| 10 | Mike Fisher          | Privé                       | Lotus        | Lotus 33       | 33 R11      | BRM P56 V8                                | F            |
| 11 | Dan Gurney           | Anglo-American Racers       | Eagle        | Eagle T1G      | 104         | Weslake 58 V12                            | G            |
| 12 | Jonathan Williams    | SpA Ferrari SEFAC           | Ferrari      | Ferrari 312/67 | 312/0003    | Ferrari 242 V12                           | F            |
| 14 | Bruce McLaren        | Bruce McLaren Motor Racing  | McLaren      | McLaren M5A    | M5A/1       | BRM P101 V12                              | G            |
| 15 | Joseph Siffert       | Rob Walker/Jack Durlacher   | Cooper       | Cooper T81     | F1-2-66     | Maserati 9/F1 V12                         | F            |
| 16 | Joakim Bonnier       | Joakim Bonnier Racing Team  | Cooper       | Cooper T81     | F1-5-66     | Maserati 9/F1 V12                         | F            |
| 17 | Chris Irwin          | Reg Parnell Racing          | BRM          | BRM P83        | 8303        | BRM P75 H16                               | G            |
| 18 | Moisés Solana        | Team Lotus                  | Lotus        | Lotus 49       | 49 R1 49 R2 | Ford Cosworth DFV V8 Ford Cosworth DFV V8 | F            |
| 19 | Guy Ligier           | Privé                       | Brabham      | Brabham BT20   | F1-2-66     | Repco 620 V8                              | F            |
| 21 | Pedro Rodríguez      | Cooper Car Company          | Cooper       | Cooper T81 B   | F1-1-67     | Maserati 10/F1 V12                        | F            |
| 22 | Jean-Pierre Beltoise | Matra Sports                | Matra        | Matra MS7      | MS7/1       | Ford Cosworth FVA L4                      | G            |
| 30 | Al Pease             | Castrol Oils Limited        | Eagle        | Eagle T1F      | 101         | Coventry Climax FPF L4                    | G            |

## Qualifications
Deux séances qualificatives de quatre heures chacune sont prévues, les vendredi et samedi après-midi précédant la course.

### Première séance qualificative - vendredi 20 octobre
Le ciel est totalement dégagé et il fait très chaud lorsque commence la première séance officielle, le vendredi après-midi. Beaucoup de pilotes vont rencontrer des problèmes de réglage de carburation, aussi la fréquentation de la piste est-elle faible au cours de la première demi-heure. Au sein de la Scuderia Ferrari, seul Chris Amon est en mesure de tourner, la monoplace de Jonathan Williams n'etant pas encore prête. Dans le stand Lotus, les mécaniciens doivent monter le moteur de rechange sur la voiture de Moisés Solana, les paliers du moteur d'origine étant endommagés. La Lotus de Clark semble au contraire au point et le champion écossais est le premier à effectuer une série de tours rapides, à plus de 160 km/h de moyenne, améliorant nettement le record officieux de la piste. Ayant affiné ses réglages, Jack Brabham se montre également très à l'aise mais ne parvient cependant pas à approcher les chronos de son rival. La deuxième partie des essais est plus animée, la plupart des concurrents tournant assidument. Privé de voiture, Solana est autorisé à accomplir quelques tours au volant de celle de Clark afin d'assurer sa qualification. En fin d'après-midi, la température commence à baisser et chacun améliore ses performances. Après avoir récupéré sa monoplace, Clark va approcher les 164 km/h de moyenne. Moteur explosé, Brabham ne pourra défendre ses chances jusqu'au bout, mais son coéquipier Denny Hulme va réaliser un temps pratiquement identique. Mais à dix minutes de la fin de la session, Clark va faire sensation en battant de huit dixièmes de seconde son précédent record, à plus de 165 km/h de moyenne ! Hormis Hulme, tous ses adversaires sont relégués à plus d'une seconde et demie. Pas totalement satisfait de la tenue de route de son Eagle, Dan Gurney s'est néanmoins attribué le troisième chrono, juste devant Graham Hill (Lotus). Huitième sur la Cooper de Rob Walker, Joseph Siffert s'est encore une fois montré le meilleur des écuries indépendantes ; le Suisse a devancé bon nombre de pilotes d'usine, notamment ceux de l'équipe BRM dont le moteur 16 cylindres fonctionne mal en altitude, Jackie Stewart ne figurant qu'au douzième rang au terme de cette première journée.
| Pos. | Pilote               | Écurie          | Temps         | Écart     |
| ---- | -------------------- | --------------- | ------------- | --------- |
| 1    | Jim Clark            | Lotus-Ford      | 1 min 48 s 97 |           |
| 2    | Denny Hulme          | Brabham-Repco   | 1 min 49 s 79 | + 0 s 82  |
| 3    | Dan Gurney           | Eagle-Weslake   | 1 min 50 s 53 | + 1 s 56  |
| 4    | Graham Hill          | Lotus-Ford      | 1 min 50 s 63 | + 1 s 66  |
| 5    | Jack Brabham         | Brabham-Repco   | 1 min 50 s 90 | + 1 s 93  |
| 6    | John Surtees         | Honda           | 1 min 51 s 29 | + 2 s 32  |
| 7    | Bruce McLaren        | McLaren-BRM     | 1 min 51 s 30 | + 2 s 33  |
| 8    | Joseph Siffert       | Cooper-Maserati | 1 min 51 s 89 | + 2 s 92  |
| 9    | Chris Amon           | Ferrari         | 1 min 52 s 34 | + 3 s 37  |
| 10   | Mike Spence          | BRM             | 1 min 52 s 66 | + 3 s 69  |
| 11   | Moisés Solana        | Lotus-Ford      | 1 min 52 s 86 | + 3 s 89  |
| 12   | Jackie Stewart       | BRM             | 1 min 53 s 66 | + 4 s 69  |
| 13   | Jean-Pierre Beltoise | Matra-Ford      | 1 min 54 s 00 | + 5 s 03  |
| 14   | Pedro Rodríguez      | Cooper-Maserati | 1 min 55 s 22 | + 6 s 25  |
| 15   | Joakim Bonnier       | Cooper-Maserati | 1 min 55 s 57 | + 6 s 60  |
| 16   | Guy Ligier           | Brabham-Repco   | 1 min 59 s 15 | + 10 s 18 |
| 17   | Chris Irwin          | BRM             | 1 min 59 s 53 | + 10 s 56 |
| 18   | Mike Fisher          | Lotus-BRM       | 2 min 00 s 82 | + 11 s 85 |

### Deuxième séance qualificative -samedi 21 octobre

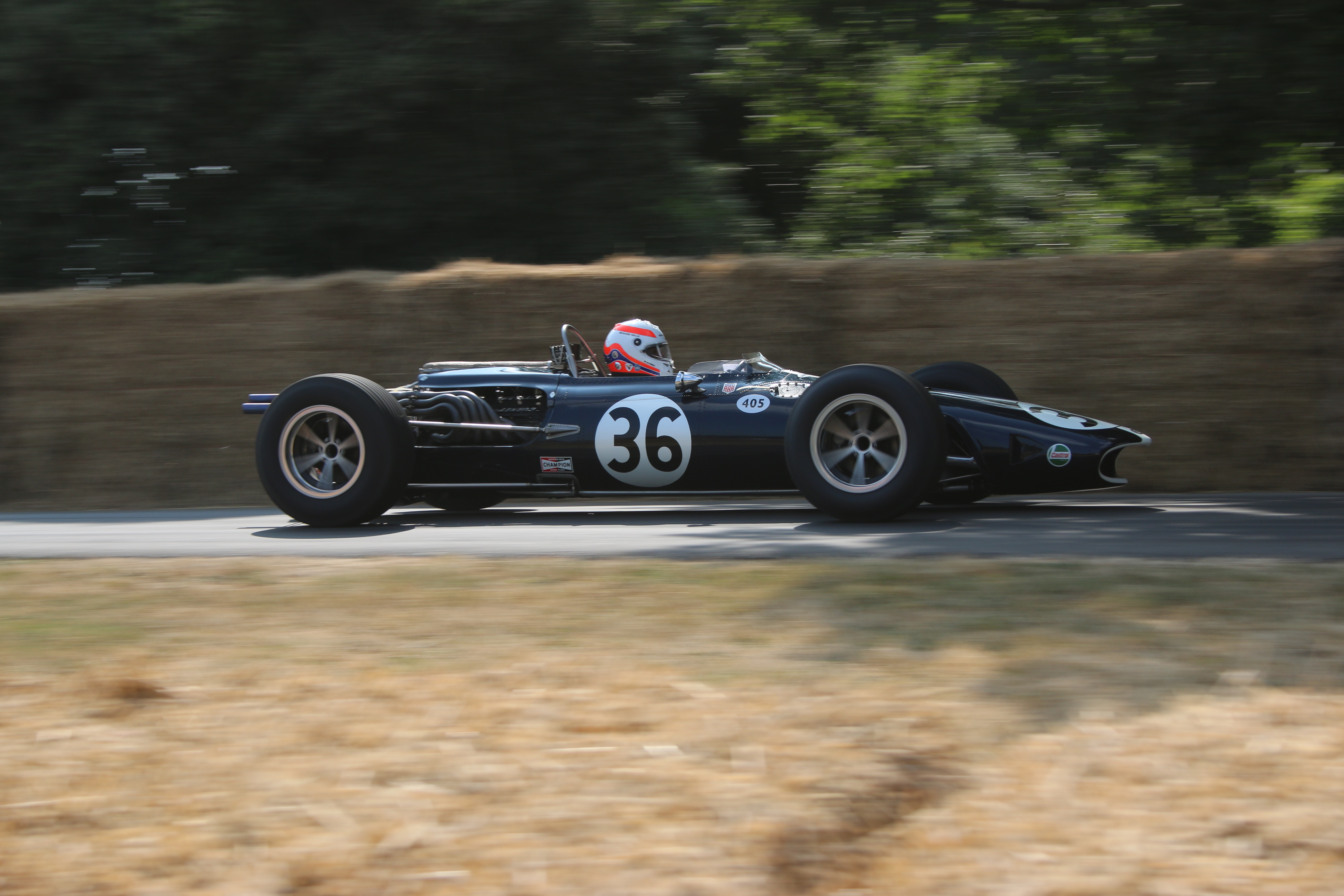
Au volant de son Eagle T1G (vue ici lors d'une manifestation historique), Dan Gurney fut l'un des principaux animateurs de la deuxième journée d'essais.

Le temps est ensoleillé mais il fait moins chaud que la veille pour la deuxième session officielle, le samedi après-midi. La Ferrari de Williams est enfin prête et le jeune Britannique est parmi les premiers à s'élancer, mais il rentre au stand après seulement quelques minutes, ayant endommagé le nez de sa monoplace sur un des pneus bordant la piste. Chez Lotus, Clark s'est vu attribuée la voiture initialement destinée à Solana, maintenant équipée d'un moteur neuf. À son volant, le pilote écossais ne tarde pas à battre ses temps de la veille, tournant à 165,7 km/h de moyenne, alors que son coéquipier Graham Hill doit interrompre sa séance à cause d'une canalisation d'huile fendue. Durant deux heures personne ne semble capable de menacer Clark mais Gurney va soudain semer le doute dans le clan Lotus en améliorant d'une demi-seconde le meilleur chrono, à 166,5 km/h. Clark repart aussitôt à l'assaut de la pole position et reprend bientôt la main, portant le record à 167,3 km/h. Aucun de ses adversaires ne sera dès lors en mesure de l'inquiéter. Dans les dernières minutes, Amon parviendra cependant à battre de quelques centièmes de seconde le temps de Gurney, décrochant une place à l'extérieur de la première ligne de la grille de départ, au côté de Clark. Relégué en deuxième ligne, Gurney partira au côté de Hill, Brabham et Hulme formant la troisième ligne.
| Pos. | Pilote               | Écurie          | Temps         | Écart     |
| ---- | -------------------- | --------------- | ------------- | --------- |
| 1    | Jim Clark            | Lotus-Ford      | 1 min 47 s 56 |           |
| 2    | Chris Amon           | Ferrari         | 1 min 48 s 04 | + 0 s 48  |
| 3    | Dan Gurney           | Eagle-Weslake   | 1 min 48 s 10 | + 0 s 54  |
| 4    | Graham Hill          | Lotus-Ford      | 1 min 48 s 74 | + 1 s 18  |
| 5    | Jack Brabham         | Brabham-Repco   | 1 min 49 s 08 | + 1 s 52  |
| 6    | Denny Hulme          | Brabham-Repco   | 1 min 49 s 46 | + 1 s 90  |
| 7    | John Surtees         | Honda           | 1 min 49 s 80 | + 2 s 24  |
| 8    | Bruce McLaren        | McLaren-BRM     | 1 min 50 s 06 | + 2 s 50  |
| 9    | Moisés Solana        | Lotus-Ford      | 1 min 50 s 52 | + 2 s 96  |
| 10   | Mike Spence          | BRM             | 1 min 52 s 25 | + 4 s 69  |
| 11   | Jackie Stewart       | BRM             | 1 min 52 s 34 | + 4 s 78  |
| 12   | Pedro Rodríguez      | Cooper-Maserati | 1 min 52 s 85 | + 5 s 29  |
| 13   | Jean-Pierre Beltoise | Matra-Ford      | 1 min 53 s 08 | + 5 s 52  |
| 14   | Joseph Siffert       | Cooper-Maserati | 1 min 53 s 11 | + 5 s 55  |
| 15   | Chris Irwin          | BRM             | 1 min 54 s 38 | + 6 s 82  |
| 16   | Jonathan Williams    | Ferrari         | 1 min 54 s 80 | + 7 s 24  |
| 17   | Joakim Bonnier       | Cooper-Maserati | 1 min 55 s 59 | + 8 s 03  |
| 18   | Mike Fisher          | Lotus-BRM       | 1 min 57 s 41 | + 9 s 85  |
| 19   | Guy Ligier           | Brabham-Repco   | 1 min 58 s 45 | + 10 s 89 |

### Tableau final des qualifications
| Pos. | Pilote               | Écurie          | Temps         | Écart     | Commentaire               |
| ---- | -------------------- | --------------- | ------------- | --------- | ------------------------- |
| 1    | Jim Clark            | Lotus-Ford      | 1 min 47 s 56 |           | temps réalisé le samedi   |
| 2    | Chris Amon           | Ferrari         | 1 min 48 s 04 | + 0 s 48  | temps réalisé le samedi   |
| 3    | Dan Gurney           | Eagle-Weslake   | 1 min 48 s 10 | + 0 s 54  | temps réalisé le samedi   |
| 4    | Graham Hill          | Lotus-Ford      | 1 min 48 s 74 | + 1 s 18  | temps réalisé le samedi   |
| 5    | Jack Brabham         | Brabham-Repco   | 1 min 49 s 08 | + 1 s 52  | temps réalisé le samedi   |
| 6    | Denny Hulme          | Brabham-Repco   | 1 min 49 s 46 | + 1 s 90  | temps réalisé le samedi   |
| 7    | John Surtees         | Honda           | 1 min 49 s 80 | + 2 s 24  | temps réalisé le samedi   |
| 8    | Bruce McLaren        | McLaren-BRM     | 1 min 50 s 06 | + 2 s 50  | temps réalisé le samedi   |
| 9    | Moisés Solana        | Lotus-Ford      | 1 min 50 s 52 | + 2 s 96  | temps réalisé le samedi   |
| 10   | Joseph Siffert       | Cooper-Maserati | 1 min 51 s 89 | + 4 s 33  | temps réalisé le vendredi |
| 11   | Mike Spence          | BRM             | 1 min 52 s 25 | + 4 s 69  | temps réalisé le samedi   |
| 12   | Jackie Stewart       | BRM             | 1 min 52 s 34 | + 4 s 78  | temps réalisé le samedi   |
| 13   | Pedro Rodríguez      | Cooper-Maserati | 1 min 52 s 85 | + 5 s 29  | temps réalisé le samedi   |
| 14   | Jean-Pierre Beltoise | Matra-Ford      | 1 min 53 s 08 | + 5 s 52  | temps réalisé le samedi   |
| 15   | Chris Irwin          | BRM             | 1 min 54 s 38 | + 6 s 82  | temps réalisé le samedi   |
| 16   | Jonathan Williams    | Ferrari         | 1 min 54 s 80 | + 7 s 24  | temps réalisé le samedi   |
| 17   | Joakim Bonnier       | Cooper-Maserati | 1 min 55 s 57 | + 8 s 01  | temps réalisé le vendredi |
| 18   | Mike Fisher          | Lotus-BRM       | 1 min 57 s 41 | + 9 s 85  | temps réalisé le samedi   |
| 19   | Guy Ligier           | Brabham-Repco   | 1 min 58 s 45 | + 10 s 89 | temps réalisé le samedi   |

## Grille de départ

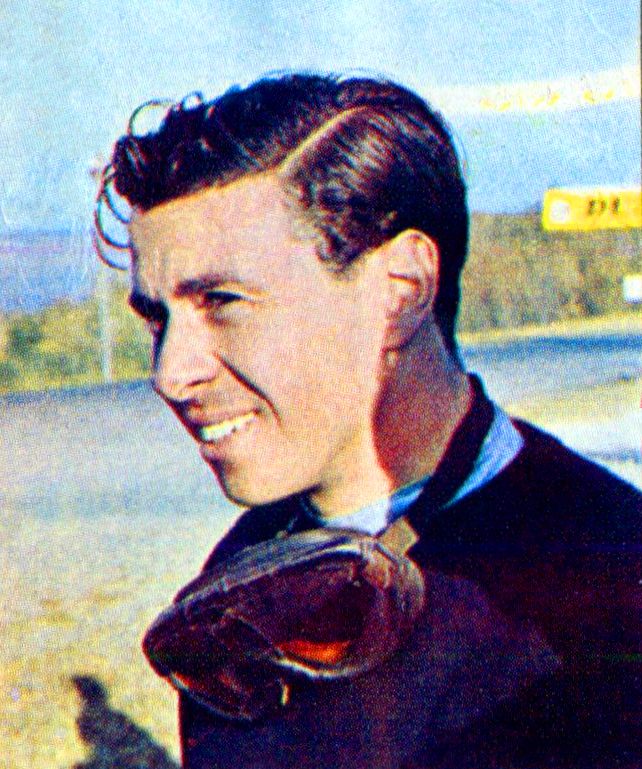
Pour la sixième fois de la saison, Jim Clark partira en pole position.

| 1re ligne |                                | Pos. 2                       |                              | Pos. 1                         |
|           |                                | Amon Ferrari 1 min 48 s 04   |                              | Clark Lotus 1 min 47 s 56      |
| 2e ligne  | Pos. 4                         |                              | Pos. 3                       |                                |
|           | G. Hill Lotus 1 min 48 s 74    |                              | Gurney Eagle 1 min 48 s 10   |                                |
| 3e ligne  |                                | Pos. 6                       |                              | Pos. 5                         |
|           |                                | Hulme Brabham 1 min 49 s 46  |                              | Brabham 1 min 49 s 08          |
| 4e ligne  | Pos. 8                         |                              | Pos. 7                       |                                |
|           | McLaren 1 min 50 s 06          |                              | Surtees Honda 1 min 49 s 80  |                                |
| 5e ligne  |                                | Pos. 10                      |                              | Pos. 9                         |
|           |                                | Siffert Cooper 1 min 51 s 89 |                              | Solana Lotus 1 min 50 s 52     |
| 6e ligne  | Pos. 12                        |                              | Pos. 11                      |                                |
|           | Stewart BRM 1 min 52 s 34      |                              | Spence BRM 1 min 52 s 25     |                                |
| 7e ligne  |                                | Pos. 14                      |                              | Pos. 13                        |
|           |                                | Beltoise Matra 1 min 53 s 08 |                              | Rodríguez Cooper 1 min 52 s 85 |
| 8e ligne  | Pos. 16                        |                              | Pos. 15                      |                                |
|           | Williams Ferrari 1 min 54 s 80 |                              | Irwin BRM 1 min 54 s 38      |                                |
| 9e ligne  |                                | Pos. 18                      |                              | Pos. 17                        |
|           |                                | Emplacement vide             |                              | Bonnier Cooper 1 min 55 s 57   |
| 10e ligne |                                |                              | Pos. 19                      |                                |
|           |                                |                              | Ligier Brabham 1 min 58 s 45 |                                |

- Auteur du dix-huitième temps sur sa Lotus, Mike Fisher aurait dû s'élancer de la neuvième ligne mais a déclaré forfait à cause d'un problème de pompe à injection survenu peu avant le départ.

## Déroulement de la course

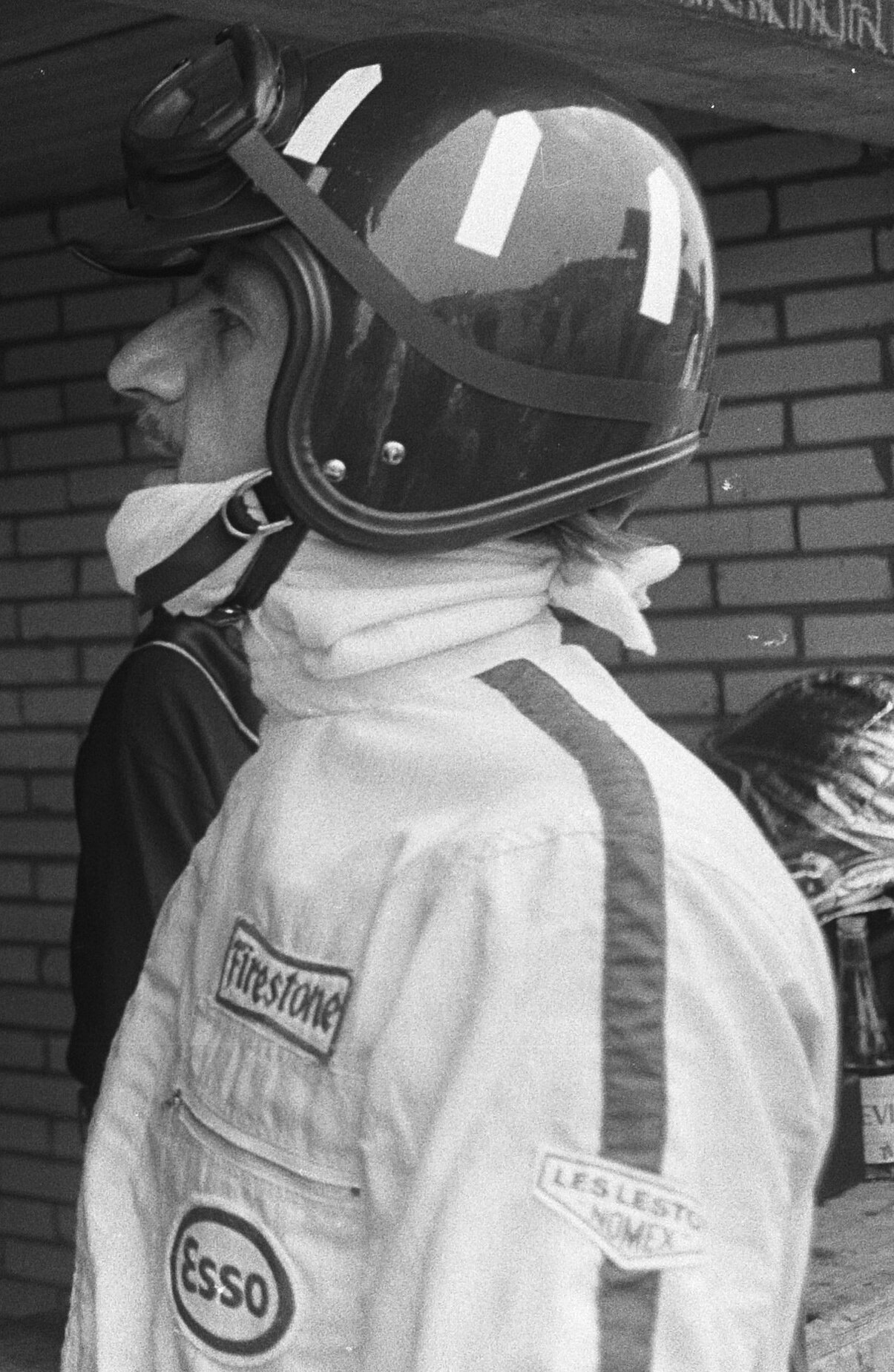
Graham Hill a profité de l'hésitation de son coéquipier au départ pour se porter en tête au premier virage.

La journée du dimanche est chaude et ensoleillée et plus de quatre-vingt mille spectateurs assistent à la course. Durant le tour de chauffe un problème de pompe à injection est survenu sur la Lotus de Mike Fisher et le pilote américain a été contraint de déclarer forfait, la grille de départ étant réduite à dix-huit voitures. À quatorze heures trente, les concurrents sont bien en place, mais Dan Gurney a positionné son Eagle juste derrière la Lotus de Jim Clark au lieu de se décaler. Le directeur de course n'abaisse pas directement son drapeau, créant une certaine confusion parmi les pilotes. Clark n'a pas assez monté son moteur en régime et manque de caler, surprenant Gurney qui ne peut l'éviter et le pousse, crevant son radiateur contre une sortie d'échappement. De l'extérieur de la deuxième ligne, Graham Hill (sur la deuxième Lotus) a effectué un démarrage parfait et aborde le premier virage en tête, talonné par la Ferrari de Chris Amon. Clark a réussi à se replacer en troisième position, devant Jack Brabham et Moisés Solana, très bien parti sur sa Lotus. Ces cinq hommes repassent dans cet ordre devant la tribune, alors que Gurney, dont le moteur chauffe exagérément, est bon dernier, s'étant volontairement écarté pour laisser passer tout le peloton. Au cours du deuxième tour, Clark dépasse facilement Amon et revient sur son coéquipier, tandis que Bruce McLaren, qui occupait le sixième rang, est successivement débordé par la Honda de John Surtees et par la Brabham de Denny Hulme. Au passage suivant, Clark est en tête et, malgré une commande d'embrayage soudain hors d'usage, se détache rapidement de ses poursuivants, emmenés par Hill et Amon. Gurney ne tarde pas à se retirer, moteur surchauffé après avoir perdu tout son liquide de refroidissement. À la fin du cinquième tour, Clark, qui passe ses vitesses «à l'oreille», possède déjà quatre secondes d'avance sur Hill et six sur Amon. Quatrième à une seconde d'Amon, Brabham se maintient à bonne distance de Solana. Surtees et Hulme, qui ont distancé McLaren, viennent un peu plus loin. Au passage suivant, Hulme déborde très facilement Surtees et commence à se rapprocher de la troisième Lotus. Personne n'est en mesure de tenir la cadence de Clark et, après dix tours, l'écart entre les deux hommes de tête dépasse les neuf secondes. Toujours troisième, Amon, malgré tous ses efforts, perd progressivement du terrain sur Hill mais creuse cependant l'écart sur Brabham. Hulme, revenu à moins d'une seconde de Solana, s'est détaché de Surtees, tandis que nettement plus loin McLaren roule isolé en huitième position. Il devance la Cooper de Pedro Rodríguez et la BRM de Mike Spence. Au douzième tour, Hulme déborde Solana qui abandonnera peu après, suspension avant totalement affaissée. Le Team Lotus va perdre une deuxième voiture quelques minutes plus tard, Hill regagnant lentement son stand, transmission hors d'usage. Désormais seul à défendre les couleurs de son équipe, Clark poursuit sa domination, ayant relégué Amon à plus de vingt secondes et Brabham à près de trente. À une quinzaine de secondes de son coéquipier, Hulme se contente de préserver sa quatrième place, suffisante pour lui apporter le titre mondial. La situation du Néo-Zélandais semble confortable, Surtees et McLaren, respectivement cinquième et sixième, perdant régulièrement du terrain sur lui.

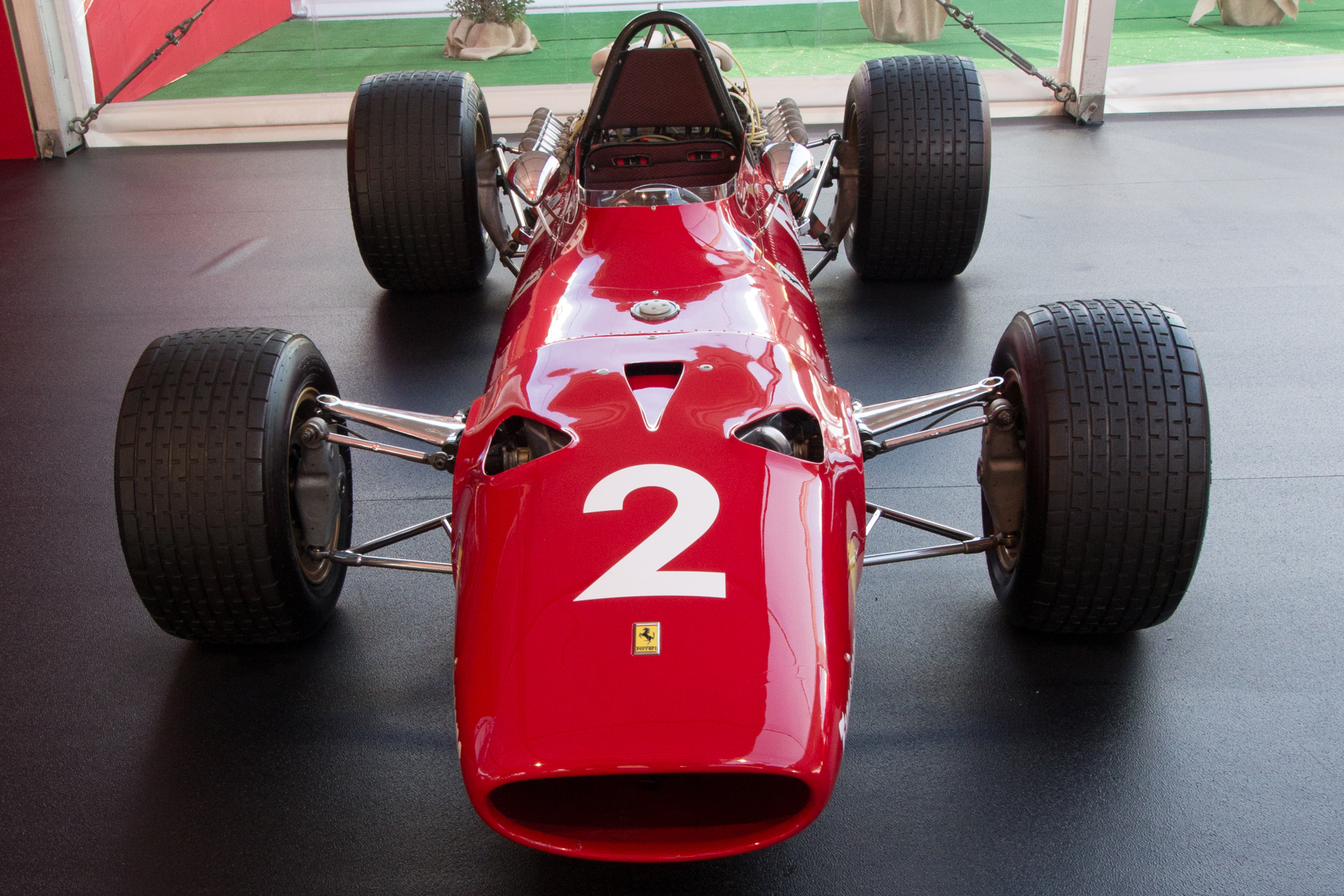
Une Ferrari 312/67 semblable à celle de Chris Amon. Une panne sèche dans les derniers tours a privé le jeune pilote néo-zélandais d'une belle deuxième place.

La situation reste stable jusqu'à la mi-course, Clark menant toujours avec maintenant une demi-minute d'avance. Brabham, dont le moteur a tendance à chauffer exagérément, ménage sa mécanique mais se maintient toutefois à une dizaine de secondes de la Ferrari. Hulme se maintient facilement en quatrième position, gérant son avance sur Surtees, mais compte désormais plus d'une minute de retard. Sixième, McLaren est en passe d'être rattrapé par le leader, qui vient de dépasser Rodríguez et Spence, à la lutte pour la septième place. La pression d'huile du moteur de McLaren commence alors à baisser dangereusement dans les virages à droite et le Néo-Zélandais doit lever le pied. Son avance sur Rodríguez et Spence reste cependant confortable mais, peu après avoir été doublé par Clark, le pilote-constructeur regagne son stand pour tenter de remédier au problème. Il en repart après une intervention sur les conduites d'huile mais s'arrêtera définitivement un tour plus tard. C'est désormais Rodríguez qui occupe le sixième rang mais quelques tours plus tard le pilote mexicain, gêné par des vibrations et qui a en outre failli renverser deux spectateurs inconscients ayant traversé la piste devant lui, cède sa place à Spence. Les positions semblent maintenant acquises, la seule incertitude concernant l'issue de la lutte pour la neuvième place entre la Ferrari du débutant Jonathan Williams et la petite Matra de Jean-Pierre Beltoise, qui évoluent à deux tours de la voiture de tête, loin derrière la Cooper de Joseph Siffert, huitième. Malgré sa très confortable avance, Clark maintient un rythme très élevé et va pulvériser le record officiel de la piste en tournant à 166,5 km/h de moyenne. À dix minutes de la fin, Siffert s'arrête sur le circuit, un problème de lubrification ayant entraîné le blocage d'un arbre à cames. Comptant plus de cinquante de secondes sur Clark mais hors de portée de Brabham, Amon a levé le pied pour assurer sa deuxième place. Mais, alors qu'il ne lui reste qu'une douzaine de kilomètres à parcourir, sa Ferrari s'immobilise au niveau de l'épingle, à cours d'essence. Brabham, puis Hulme et Surtees vont le dépasser avant qu'il ne parvienne à redémarrer sa machine et à atteindre péniblement l'arrivée, moteur hoquetant. Clark a depuis longtemps franchi victorieusement la ligne, s'imposant avec près d'une minute et demie d'avance sur Brabham (qui avait nettement ralenti pour éviter une surchauffe de son moteur), l'Australien étant le seul à terminer dans le même tour que le vainqueur. Troisième devant Surtees, Hulme remporte le titre de champion du monde. Ayant terminé cinquième à deux tours du vainqueur, Amon sera cependant ultérieurement rétrogradé à la neuvième place car il mit près de quatre minutes et demie pour achever la dernière boucle alors que le règlement stipulant qu'elle devait, pour être comptabilisée, être effectuée en moins de deux fois le record en course, soit au maximum 3 min 36 s 26 (deux fois 1 min 48 s 13, meilleur temps réalisé par Jim Clark). La cinquième place échoit finalement à Spence qui a distancé Rodríguez, ce dernier, encore convalescent après son accident survenu en août, terminant épuisé. Au terme d'un long duel, Beltoise, dont la roue arrière gauche porte les traces d'un choc avec le rail de sécurité, s'est finalement imposé à Williams et s'octroie la septième place.

### Classements intermédiaires
Classements intermédiaires des monoplaces aux premier, deuxième, troisième, cinquième, huitième, dixième, douzième, quinzième, vingtième, trentième, quarantième, cinquantième et soixantième tours,.

### Classement de la course

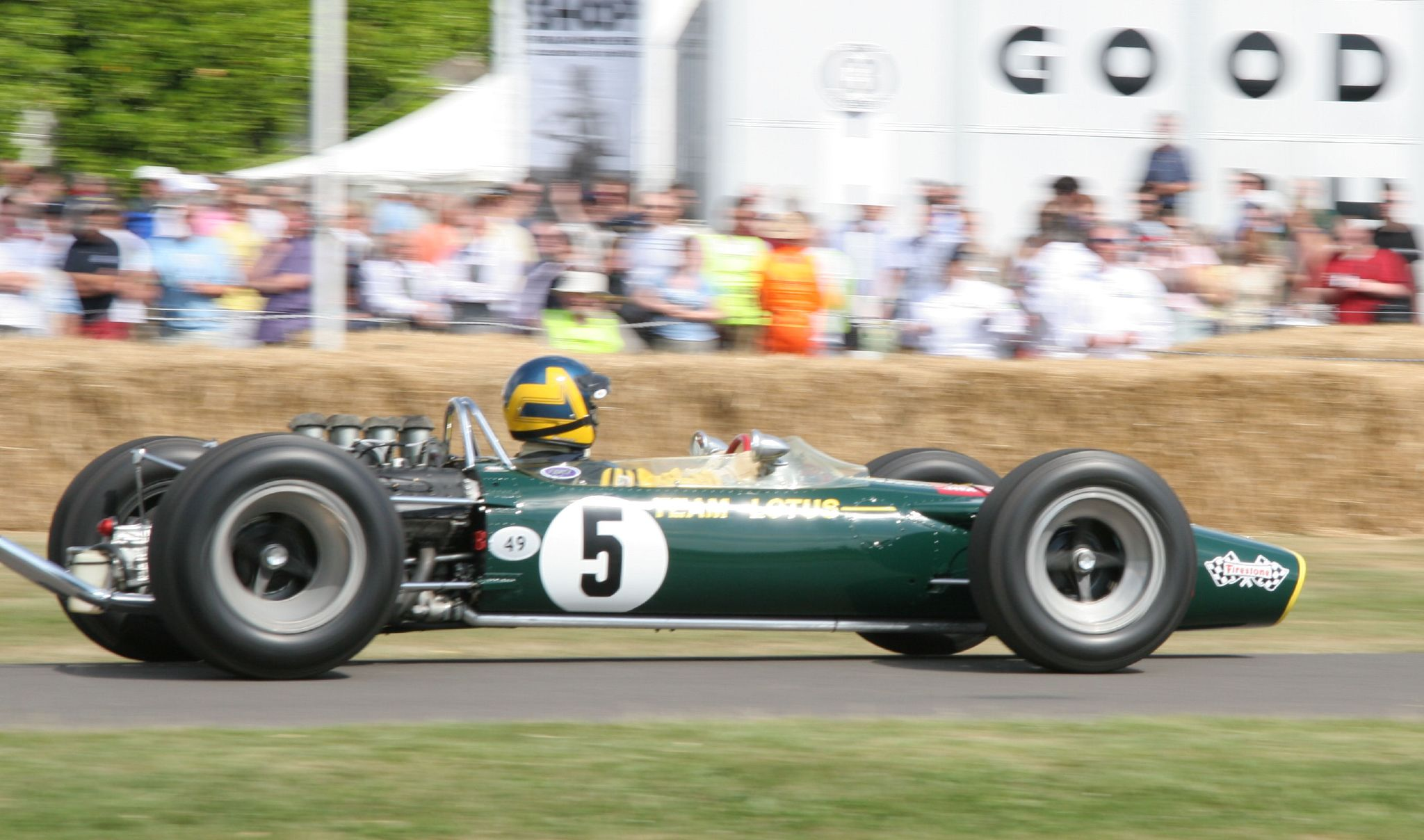
Une Lotus 49 semblable à la voiture victorieuse de Jim Clark.

| Pos  | N° | Pilote               | Écurie          | Tours | Temps/Abandon                        | Grille | Points |
| ---- | -- | -------------------- | --------------- | ----- | ------------------------------------ | ------ | ------ |
| 1    | 5  | Jim Clark            | Lotus-Ford      | 65    | 1 h 59 min 28 s 70                   | 1      | 9      |
| 2    | 1  | Jack Brabham         | Brabham-Repco   | 65    | 2 h 00 min 54 s 06 (+ 1 min 25 s 36) | 5      | 6      |
| 3    | 2  | Denny Hulme          | Brabham-Repco   | 64    | 1 h 59 min 29 s 74 (+ 1 tour)        | 6      | 4      |
| 4    | 3  | John Surtees         | Honda           | 64    | 1 h 59 min 50 s 29 (+ 1 tour)        | 7      | 3      |
| 5    | 8  | Mike Spence          | BRM             | 63    | 1 h 59 min 45 s 98 (+ 2 tours)       | 11     | 2      |
| 6    | 21 | Pedro Rodríguez      | Cooper-Maserati | 63    | 2 h 00 min 06 s 09 (+ 2 tours)       | 13     | 1      |
| 7    | 22 | Jean-Pierre Beltoise | Matra-Ford      | 63    | 2 h 01 min 16 s 71 (+ 2 tours)       | 14     |        |
| 8    | 12 | Jonathan Williams    | Ferrari         | 63    | 2 h 01 min 16 s 76 (+ 2 tours)       | 16     |        |
| 9    | 9  | Chris Amon           | Ferrari         | 62    | Panne d'essence                      | 2      |        |
| 10   | 16 | Jo Bonnier           | Cooper-Maserati | 61    | 2 h 01 min 07 s 36 (+ 4 tours)       | 17     |        |
| 11   | 19 | Guy Ligier           | Brabham-Repco   | 41    | 2 h 01 min 26 s 25 (+ 4 tours)       | 19     |        |
| 12   | 15 | Jo Siffert           | Cooper-Maserati | 59    | arbre à cames grippé                 | 10     |        |
| Abd. | 14 | Bruce McLaren        | McLaren-BRM     | 45    | Pression d'huile                     | 8      |        |
| Abd. | 17 | Chris Irwin          | BRM             | 33    | Fuite d'huile                        | 15     |        |
| Abd. | 7  | Jackie Stewart       | BRM             | 24    | Moteur                               | 12     |        |
| Abd. | 6  | Graham Hill          | Lotus-Ford      | 18    | Arbre de transmission                | 4      |        |
| Abd. | 18 | Moises Solana        | Lotus-Ford      | 12    | Suspension                           | 9      |        |
| Abd. | 11 | Dan Gurney           | Eagle-Climax    | 4     | Radiateur                            | 3      |        |
| Np.  | 10 | Mike Fisher          | Lotus-BRM       | 0     | Non partant                          | 18     |        |

Légende :
- Abd.=Abandon

### Pole position et record du tour
- Pole position :  Jim Clark (Lotus) en 1 min 47 s 56 (vitesse moyenne : 167,348 km/h). Temps réalisé lors de la séance d'essais du samedi 21 octobre[19].
- Meilleur tour en course :  Jim Clark (Lotus) en 1 min 48 s 13 (vitesse moyenne : 166,466 km/h) au cinquante-deuxième tour.

#### Évolution du meilleur tour en course
Le meilleur tour fut amélioré à neuf reprises au cours de l'épreuve.

### Tours en tête
- Graham Hill : 2 tours (1-2)
- Jim Clark : 63 tours (3-65)

## Classement final du championnat du monde
- Attribution des points : 9, 6, 4, 3, 2, 1 respectivement aux six premiers de chaque épreuve.
- Pour la coupe des constructeurs, même barème et seule la voiture la mieux classée de chaque équipe inscrit des points.
- Le championnat est divisé en deux demi-saisons, seuls les cinq meilleurs résultats (sur six épreuves) étant retenus pour la première et les quatre meilleurs (sur cinq épreuves) pour la deuxième. Jack Brabham doit donc décompter les deux points acquis aux États-Unis et le constructeur Brabham-Repco les quatre points inscrits dans cette même épreuve[19].

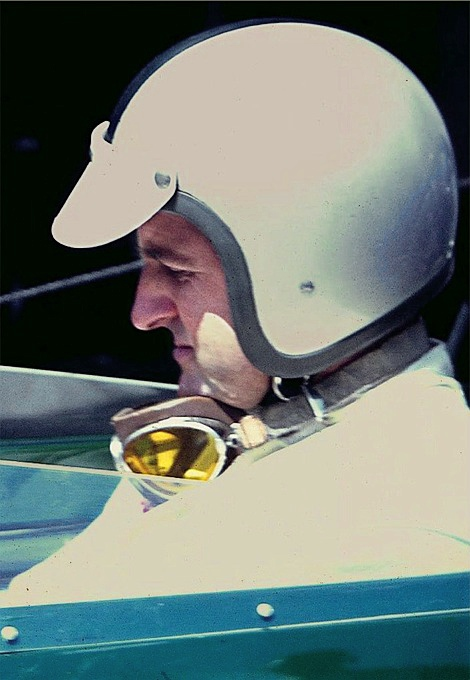
Denny Hulme, champion du monde 1967.

| Pos. | Pilote              | Écurie  | Points  | AFS | MON | NL | BEL | FRA | GBR | 1re ½ saison | ALL | CAN | ITA | USA | MEX | 2e ½ saison |
| ---- | ------------------- | ------- | ------- | --- | --- | -- | --- | --- | --- | ------------ | --- | --- | --- | --- | --- | ----------- |
| 1    | Denny Hulme         | Brabham | 51      | 3   | 9   | 4  | -   | 6   | 6   | 28           | 9   | 6   | -   | 4   | 4   | 23          |
| 2    | Jack Brabham        | Brabham | 46 (48) | 1   | -   | 6  | -   | 9   | 3   | 19           | 6   | 9   | 6   | (2) | 6   | 27 (29)     |
| 3    | Jim Clark           | Lotus   | 41      | -   | -   | 9  | 1   | -   | 9   | 19           | -   | -   | 4   | 9   | 9   | 22          |
| 4    | John Surtees        | Honda   | 20      | 4   | -   | -  | -   | -   | 1   | 5            | 3   | -   | 9   | -   | 3   | 15          |
|      | Chris Amon          | Ferrari | 20      | -   | 4   | 3  | 4   | -   | 4   | 15           | 4   | 1   | -   | -   | -   | 5           |
| 6    | Pedro Rodríguez     | Cooper  | 15      | 9   | 2   | -  | -   | 1   | 2   | 14           | -   | -   | -   | -   | 1   | 1           |
|      | Graham Hill         | Lotus   | 15      | -   | 6   | -  | -   | -   | -   | 6            | -   | 3   | -   | 6   | -   | 9           |
| 8    | Dan Gurney          | Eagle   | 13      | -   | -   | -  | 9   | -   | -   | 9            | -   | 4   | -   | -   | -   | 4           |
| 9    | Jackie Stewart      | BRM     | 10      | -   | -   | -  | 6   | 4   | -   | 10           | -   | -   | -   | -   | -   | -           |
| 10   | Mike Spence         | BRM     | 9       | -   | 1   | -  | 2   | -   | -   | 3            | -   | 2   | 2   | -   | 2   | 6           |
| 11   | John Love           | Cooper  | 6       | 6   | -   | -  | -   | -   | -   | 6            | -   | -   | -   | -   | -   | -           |
|      | Jochen Rindt        | Cooper  | 6       | -   | -   | -  | 3   | -   | -   | 3            | -   | -   | 3   | -   | -   | 3           |
|      | Joseph Siffert      | Cooper  | 6       | -   | -   | -  | -   | 3   | -   | 3            | -   | -   | -   | 3   | -   | 3           |
| 14   | Bruce McLaren       | McLaren | 3       | -   | 3   | -  | -   | -   | -   | 3            | -   | -   | -   | -   | -   | -           |
|      | Joakim Bonnier      | Cooper  | 3       | -   | -   | -  | -   | -   | -   | -            | 2   | -   | -   | 1   | -   | 3           |
| 16   | Bob Anderson        | Brabham | 2       | 2   | -   | -  | -   | -   | -   | 2            | -   | -   | -   | -   | -   | -           |
|      | Mike Parkes         | Ferrari | 2       | -   | -   | 2  | -   | -   | -   | 2            | -   | -   | -   | -   | -   | -           |
|      | Chris Irwin         | BRM     | 2       | -   | -   | -  | -   | 2   | -   | 2            | -   | -   | -   | -   | -   | -           |
| 19   | Ludovico Scarfiotti | Ferrari | 1       | -   | -   | 1  | -   | -   | -   | 1            | -   | -   | -   | -   | -   | -           |
|      | Guy Ligier          | Brabham | 1       | -   | -   | -  | -   | -   | -   | -            | 1   | -   | -   | -   | -   | 1           |
|      | Jacky Ickx          | Cooper  | 1       | -   | -   | -  | -   | -   | -   | -            | -   | -   | 1   | -   | -   | 1           |

| Pos. | Écurie          | Points  | AFS | MON | NL | BEL | FRA | GBR | 1re ½ saison | ALL | CAN | ITA | USA | MEX | 2e ½ saison |
| ---- | --------------- | ------- | --- | --- | -- | --- | --- | --- | ------------ | --- | --- | --- | --- | --- | ----------- |
| 1    | Brabham-Repco   | 63 (67) | 3   | 9   | 6  | -   | 9   | 6   | 33           | 9   | 9   | 6   | (4) | 6   | 30 (34)     |
| 2    | Lotus-Ford      | 44      | -   | -   | 9  | 1   | -   | 9   | 19           | -   | 3   | 4   | 9   | 9   | 25          |
| 3    | Cooper-Maserati | 28      | 9   | 2   | -  | 3   | 3   | 2   | 19           | 2   | -   | 3   | 3   | 1   | 9           |
| 4    | Honda           | 20      | 4   | -   | -  | -   | -   | 1   | 5            | 3   | -   | 9   | -   | 3   | 15          |
|      | Ferrari         | 20      | -   | 4   | 3  | 4   | -   | 4   | 15           | 4   | 1   | -   | -   | -   | 5           |
| 6    | BRM             | 17      | -   | 1   | -  | 6   | 4   | -   | 11           | -   | 2   | 2   | -   | 2   | 6           |
| 7    | Eagle-Weslake   | 13      | -   | -   | -  | 9   | -   | -   | 9            | -   | 4   | -   | -   | -   | 4           |
| 8    | Cooper-Climax   | 6       | 6   | -   | -  | -   | -   | -   | 6            | -   | -   | -   | -   | -   | -           |
|      | Lotus-BRM       | 6       | -   | 6   | -  | -   | -   | -   | 6            | -   | -   | -   | -   | -   | -           |
| 10   | McLaren-BRM     | 3       | -   | 3   | -  | -   | -   | -   | 3            | -   | -   | -   | -   | -   | -           |
| 11   | Brabham-Climax  | 2       | 2   | -   | -  | -   | -   | -   | 2            | -   | -   | -   | -   | -   | -           |

## À noter
- 24e victoire en championnat du monde pour Jim Clark.
- 29e victoire en championnat du monde pour Lotus en tant que constructeur.
- 4e victoire en championnat du monde pour Cosworth en tant que motoriste.
- À l'issue de cette course, Denny Hulme est champion du monde des pilotes.